# Xeromelissa laureli
Xeromelissa laureli är en biart som först beskrevs av Toro och Packer 2001.  Xeromelissa laureli ingår i släktet Xeromelissa och familjen korttungebin. Inga underarter finns listade i Catalogue of Life.